# Ельфвальд (король Сассексу)
Ельфвальд (*Ælfwald, Ælbwald, Ælbuuald, Ælhuuald, д/н —після 780) — король Сассексу в 765—772 роках.

## Життєпис
Напевне належав до родичів короля Етельберта. Після смерті останнього у 757 році Ельфвальд можливо став оскаржувати обрання Осмунда новим королем. Про перебіг боротьби нічого невідомо. В результаті 765 року королівство було поділено між Осмундом, Ельфвальдом, Освальдом, Ослаком і Елдвульфом.
Ельфвальд продовжував боротьбу з колегами-королями, що призвело до послаблення держави. В результаті у 771 або 772 році Оффа, король Мерсії, зумів підкорити Сассекс. Ельфвальда було позбавлено королівської гідності. Своєю часткою королівства він став керувати з титулом елдормена. Остання згадка про нього припадає на 780 рік.